# Giovanni Bortot
Giovanni Bortot (San Fior, 14 ottobre 1928 – Belluno, 9 luglio 2020) è stato un politico e partigiano italiano, eletto nella V e VI legislatura alla Camera dei deputati.

## Biografia
Originario della frazione di Quantin del comune di Ponte nelle Alpi, la famiglia possedeva una piccola azienda agricola del territorio. Attivo nelle Brigate Garibaldi durante la Resistenza italiana col nome di battaglia "Ardito", al termine del conflitto venne assunto come operaio nella costruzione dell'impianto idroelettrico collegato alla diga del Vajont. In quegli anni si avvicinò al movimento sindacale e si iscrisse al Partito Comunista. Funzionario dello stesso dal 1951, eletto alla Camera si adoperò per la ricostruzione del territorio a seguito del disastro del Vajont.
Conclusa l'esperienza parlamentare proseguì l'impegno a livello locale, diventando prima consigliere comunale e poi sindaco per più mandati del paese di Ponte nelle Alpi.

### Vita privata
Sposato ebbe una figlia.